# 加拿大冰球聯賽
加拿大冰球聯賽（英文：Canadian Hockey League；法文：Ligue canadienne de Hockey）是加拿大最高級別的青年冰球聯賽，旗下包括三個分聯賽：

- 西部冰球聯賽 (Western Hockey Leauge)
- 安大略冰球聯賽 (Ontario Hockey League)
- 魁北克高級青年冰球聯賽 (Ligue de Hockey junior majeur du Québec)

## 賽制
每支球隊和所在分賽區的其他所有球隊循環作賽。

計算積分的方式和國家冰球聯賽相同：贏球得3分，加時負得1分，法定時間內輸球得0分。

## 年度賽事

### 紀念盃總決賽
每年由西部、安大略、魁北克三個分聯賽的冠軍加上一支主辦球隊進行單循環制錦標賽，以決定加拿大冰球聯賽年度總冠軍。

總冠軍獲頒紀念盃（Memorial Cup）。

### 全明星賽
每年由全聯賽表現最佳的球員進行比賽，以為自己提供一個吸引國家冰球聯賽球探注意的機會。

### 加俄超級對抗賽
每年由西部、安大略、魁北克三個分聯賽分別組隊，迎戰俄國青年冰球聯賽明星隊。

## 球隊

### 西部冰球聯賽
| 分區         | 球隊               | 所在城市                 | 主場                   |
| ------------ | ------------------ | ------------------------ | ---------------------- |
| 東部         | 布蘭登麥王         | 曼尼托巴省布蘭登         | 基石中心               |
| 東部         | 鹿顎市勇士         | 萨斯喀彻温省鹿顎城       | 馬賽克球場             |
| 東部         | 阿尔伯特王子市海盜 | 萨斯喀彻温省阿尔伯特王子 | 阿尔特·豪泽中心        |
| 東部         | 里贾纳愛國者       | 萨斯喀彻温省利載拿       | 布蘭特中心             |
| 東部         | 萨斯卡通刀鋒       | 萨斯喀彻温省萨斯卡通     | 信合中心               |
| 東部         | 疾流市野馬         | 萨斯喀彻温省疾流市       | 信合綜合體育中心       |
| 中部         | 卡尔加里打手       | 阿尔伯塔省卡尔加里       | 新蘇格蘭銀行球場       |
| 中部         | 埃德蒙顿油王       | 阿尔伯塔省埃德蒙顿       | 罗杰斯中心             |
| 中部         | 庫特尼寒冰         | 英屬哥倫比亞省克兰布鲁克 | 西部金融中心           |
| 中部         | 莱斯布里奇颶風     | 阿尔伯塔省莱斯布里奇     | ENMAX 中心             |
| 中部         | 藥帽市老虎         | 阿尔伯塔省藥帽市         | 卡纳尔塔競技場         |
| 中部         | 紅鹿市反抗軍       | 阿尔伯塔省紅鹿市         | ENMAX 竞技场           |
| 英屬哥倫比亞 | 坎卢普斯拓荒者     | 英屬哥倫比亞省甘碌市     | 內陸儲蓄球場           |
| 英屬哥倫比亞 | 基隆拿火箭         | 英屬哥倫比亞省'基隆拿    | Prospera Place         |
| 英屬哥倫比亞 | 乔治王子市美洲豹   | 英屬哥倫比亞佐治親王市   | 加拿大國家鐵路球場     |
| 英屬哥倫比亞 | 溫哥華巨人         | 英屬哥倫比亞省兰利       | 兰利赛事中心           |
| 英屬哥倫比亞 | 維多利亞皇家       | 英屬哥倫比亞維多利亞     | Save-On-Foods 纪念中心 |
| 美國         | 埃弗雷特雪峰       | 華盛頓州埃弗雷特         | Xfinity 竞技场         |
| 美國         | 波特蘭冬鷹         | 俄勒岡州波特蘭           | 老兵紀念球場或玫瑰花園 |
| 美國         | 西雅圖雷鳥         | 華盛頓州西雅圖           | ShoWare Center         |
| 美國         | 斯波凯恩酋長       | 華盛頓州斯普凯恩         | 斯普凯恩老兵紀念球場   |
| 美國         | 三聯市美國人       | 華盛頓肯维克             | 肯维克豐田中心         |

### 安大略冰球聯賽
| 分區   | 球隊           | 所在城市           | 主場                       |
| ------ | -------------- | ------------------ | -------------------------- |
| 東區   | 汉密尔顿斗牛犬 | 安大略省汉密尔顿   | 第一安大略競技場           |
| 東區   | 金斯顿總督     | 安大略省金斯顿     | 罗杰斯K-Rock中心           |
| 東區   | 奧沙華將軍     | 安大略省奧沙華     | 通用電氣中心               |
| 東區   | 渥太華67人     | 安大略省渥太華     | 道明信托中心               |
| 東區   | 彼得堡彼得人   | 安大略省彼得堡     | 彼得堡紀念中心             |
| 中區   | 巴里小馬       | 安大略省巴里       | 巴里慕遜啤酒中心           |
| 中區   | 北湾軍營       | 安大略省北湾       | 北湾纪念花园               |
| 中區   | 密西沙加鋼頭   | 安大略密西沙加     | Hershey中心                |
| 中區   | 尼亞加拉冰狗   | 安大略聖嘉德蓮     | 佳得樂花園城市綜合體育館   |
| 中區   | 萨德伯利狼     | 安大略省萨德伯利   | 萨德伯利社區球場           |
| 中西區 | 伊利水獭       | 宾夕法尼亚州愛麗   | 伊利保險競技場             |
| 中西區 | 圭尔夫風暴     | 安大略省圭尔夫     | 斯利曼中心                 |
| 中西區 | 基秦拿遊騎兵   | 安大略省基秦拿     | 基秦拿紀念音樂廳綜合體育館 |
| 中西區 | 倫敦騎士       | 安大略省倫敦       | 百威花园                   |
| 中西區 | 欧文灣進攻     | 安大略省欧文湾     | 哈利·拉姆利灣岸社區中心    |
| 西區   | 弗林特火鸟     | 密歇根州弗林特     | 多特联邦信托競技場         |
| 西區   | 萨基诺精神     | 密歇根州萨基诺     | 陶氏化工中心               |
| 西區   | 萨尼亚黃蜂針   | 安大略省萨尼亚     | 进步汽车销售中心           |
| 西區   | 聖瑪麗河灰狗   | 安大略省聖瑪麗河市 | 埃萨尔中心                 |
| 西區   | 溫莎噴火機     | 安大略省溫莎       | WFCU 中心                  |

### 魁北克高級青年冰球聯賽
| 分區          | 球隊                   | 所在城市               | 主場                 |
| ------------- | ---------------------- | ---------------------- | -------------------- |
| Telus西魁北克 | 布兰城－布瓦斯比昂戰艦 | 魁北克省布華斯比昂     | 盧梭運動培訓中心     |
| Telus西魁北克 | 敦蒙城步兵             | 魁北克省敦蒙城         | 马赛尔·迪翁中心      |
| Telus西魁北克 | 加蒂诺奧林匹克         | 魁北克省加蒂诺         | 罗贝尔·盖坦中心      |
| Telus西魁北克 | 魯安－挪蘭達雪橇犬     | 魁北克省魯安－挪蘭達   | Iamgold競技場        |
| Telus西魁北克 | 谢尔布鲁克鳳凰         | 魁北克省谢尔布鲁克     | 體育中心             |
| Telus西魁北克 | 黃金谷礦工             | 魁北克省黃金谷         | 魁北克克里航空中心   |
| Telus東魁北克 | 哥莫灣龍頭艦           | 魁北克省哥莫灣         | 昂利-莱纳尔中心      |
| Telus東魁北克 | 西古迪美沙格尼人       | 魁北克省沙格奈         | Georges-Vézina中心   |
| Telus東魁北克 | 魁北克堡壘             | 魁北克省魁北克城       | 百事可樂競技場       |
| Telus東魁北克 | 希穆斯基海洋           | 魁北克省希穆斯基       | 希穆斯基競技場       |
| Telus東魁北克 | 沙維尼根瀑布人         | 魁北克省沙維尼根       | 沙维尼根Bionest中心  |
| Telus東魁北克 | 維多利亞城老虎         | 魁北克省維多利亞人     | 德沙尔丹竞技场       |
| Telus海洋省份 | 阿卡迪亞－巴瑟斯巨神   | 新不伦瑞克省巴瑟斯     | K. C. Irving地區中心 |
| Telus海洋省份 | 布雷顿角疾呼鷹         | 新斯科舍省悉尼         | 200中心              |
| Telus海洋省份 | 哈里法斯鹿頭           | 新斯科舍省哈里法斯     | 丰业银行中心         |
| Telus海洋省份 | 蒙克頓野貓             | 新不伦瑞克省蒙克頓     | 蒙克頓競技場         |
| Telus海洋省份 | 夏洛特城岛人           | 爱德华王子岛省夏洛特城 | 东联中心             |
| Telus海洋省份 | 聖約翰海狗             | 新不伦瑞克省聖約翰     | 海港車站球場         |